# Anticarsia gemmatalis
Anticarsia gemmatalis är en fjärilsart som beskrevs av Druce. Anticarsia gemmatalis ingår i släktet Anticarsia och familjen nattflyn. Inga underarter finns listade i Catalogue of Life.

## Bildgalleri

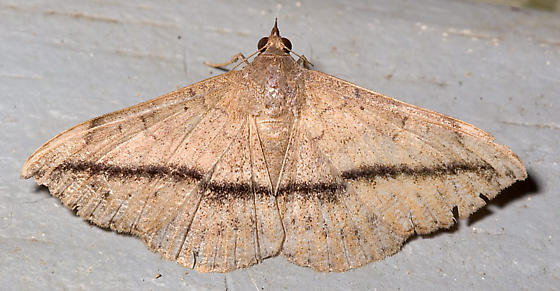